# Xu Xiaodong
Xu Xiaodong, en chino: 徐晓冬; pinyin: Xú Xiǎodōng (Pekín, 15 de noviembre de 1979), apodado Mad Dog, es un artista marcial mixto (MMA) chino  conocido por desafiar y luchar contra los artistas marciales tradicionales y fraudulentos. Obtuvo prominencia en línea después de que lo filmaron derrotando al autoproclamado maestro de Tai Chi Wei Lei en el 2017.

## Infancia y juventud
Xu nació el 15 de noviembre de 1979 en Pekín. En 1996 ingresó en la Escuela de Deporte Beijing Shichai, donde fue entrenado en sanshou y boxeo por Mei Huizhi (梅惠志) y Zhang Xingzheng (张兴正). Compitió al menos dos veces en el Torneo Invitacional de Beijing Sanshou, terminando como campeón y primer finalista, respectivamente. Se convirtió en entrenador de sanshou en la escuela Shenshahai después de graduarse.

## Carrera de artes marciales mixtas
En 2001 Xu comenzó a entrenar en artes marciales mixtas (AMM) y Muay Thai. Se sintió atraído por el estilo de lucha por lo libre que era. Un año después, Xu, Anpei (安培) y Wang Yu (王宇) fundaron el primer equipo de MMA en Beijing, el Bad Boys (恶童军团). En 2003, Xu luchó contra el experto en jiu-jitsu brasileño Andy Pi (毕思安) en un combate televisado. Durante la pelea, Xu rompió el antebrazo de Pi con una patada, pero Pi finalmente logró que Xu cayera al suelo, donde ganó. Más tarde, Pi fundaría la primera promoción profesional de las AMM en China, el campeonato Arte de la Guerra.
En 2004, Xu se rompió el ligamento cruzado en un partido de fútbol y tuvo que reconstruírselo en el Tercer Hospital de la Universidad de Pekín. Se consideró una discapacidad parcial que, como resultado, lo llevó a hacer la transición a un entrenador a tiempo completo en 2005.

### Desafío a maestros de artes marciales fraudulentos
Xu estaba frustrado por lo que vio como fraude e hipocresía entre los practicantes de artes marciales y quería demostrar la superioridad de los estilos de lucha modernos. Algunos en China creen que los maestros de kung fu tienen poderes sobrenaturales y se sabe estos autodenominados maestros, incluido Wei Lei, hacen tales afirmaciones en Internet. Xu inició una disputa con Wei en las redes sociales, comenzando con una demanda de que Wei proporcionara evidencia de sus habilidades y culminando en una pelea a puño limpio en un sótano en Chengdu en 2017, donde Xu ganó de manera convincente en menos de 20 segundos.
Después de que la pelea se volviera viral, hubo una reacción significativa en las redes sociales, donde lo acusaron de menospreciar la cultura china y su familia recibió amenazas de muerte. El magnate de las bebidas Chen Sheng ofreció más de un millón de dólares estadounidenses a cualquier luchador tradicional de tai chi que pudiera vencer a Xu. Después de esto, la policía detuvo una pelea contra otro autodenominado maestro de tai chi, Ma Baoguo, que supuestamente los llamó, y Xu fue expulsado por organizar torneos en su gimnasio. Sin embargo, Xu continuó luchando contra los autoproclamados maestros de tai chi.
En 2018, Xu resultó herido al pelear en una serie de combates de sparring en un gimnasio chino de MMA. Durante su cuarta ronda, en un enfrentamiento con Yan Shuaiqi, Xu recibió una serie de rodillazos en la cara y se quedó con el cráneo fracturado y necesitando 26 puntos alrededor de la ceja. Yan luego se disculpó por lastimarlo, pero Xu aseguró que no le importaba y dijo: «Si los artistas marciales tradicionales pudieran vencerme como lo hicieron estos luchadores de MMA, estaría muy feliz». Durante este año Xu también recibió el apoyo del abad de Shaolin, Shi Yongxin, que afirmó que las acciones de Xu contra los artistas de kung fu falsos eran buenas para las formas de arte tradicionales.
Xu fue demandado en 2019 por calificar de fraude al gran maestro de tai chi Chen Xiaowang y el tribunal chino le ordenó pagar a Chen aproximadamente 60 000 dólares estadounidenses por daños y a disculparse durante siete días consecutivos en las redes sociales. Además, su calificación crediticia se redujo hasta el punto en que no podía alquilar, poseer propiedades, hospedarse en ciertos hoteles, viajar en trenes de alta velocidad o comprar billetes de avión. Las restricciones se levantaron después de que pagara 40 000 dólares estadounidenses tanto en honorarios legales como en el costo de presentar la disculpa.
En mayo de 2019 Xu derrotó a otro artista marcial, pero solo pudo hacerlo usando maquillaje de payaso para ocultar su rostro y peleando bajo un seudónimo. Le tomó 36 horas llegar al lugar de la pelea debido a su bajo puntaje crediticio y, según los informes, los motores de búsqueda chinos habían dejado de incluirlo. Más tarde ese año, Xu tuvo que usar pintura facial de la Ópera de Pekín y cubrir su tatuaje en la espalda durante su combate con el kickboxer japonés Yuichiro Nagashima para que la pelea, que tuvo lugar en Tailandia, pudiera transmitirse en China. La pelea se llevó a cabo bajo las reglas de kickboxing en la primera ronda y artes marciales mixtas en la segunda, y vio a Xiaodong finalmente ganar por nocaut técnico en la segunda ronda.
Al derrotar a Nagashima, Xu creía que podía presionar al luchador de kung fu Yi Long, de quien Xu había afirmado que había manipulado las competiciones, para enfrentarse a él en un combate. Yi Long había criticado previamente a Xu por su actitud y afirmó que el propio Xu es, de hecho, un fraude.
En noviembre de 2019, un maestro de Iron Palm amenazó con romperle el brazo a Xu en una pelea, pero se disculpó y se echó atrás después de que Xu aceptara y sugiriera apostar 200 000 yuanes.
En julio de 2020, la Asociación China de Wushu instó a los practicantes a abstenerse de llamarse a sí mismos «maestro». Esto fue interpretado por Bloody Elbow (sitio de noticias de AMM) y Radii China como una respuesta a las quejas de Xu sobre el «engaño en el kung fu». En diciembre, Xiaodong derrotó a Chen Yong, un maestro de tai chi que lo había desafiado en 2018, en solo 10 segundos.

## Puntos de vista políticos
En junio de 2019 Xu hizo un video en YouTube afirmando que deseaba convertirse en ciudadano australiano, mientras comentaba sobre los actores chinos que viven en el extranjero o tienen pasaportes extranjeros, afirmando que «todos los patriotas se van al extranjero [...] viva China».
En agosto de 2019, Xu habló en Twitter, Sina Weibo y YouTube cuestionando los informes del gobierno sobre las protestas de Hong Kong, afirmando que el gobierno chino estaba llevando a cabo una «campaña de difamación» y se reunió con el abogado de derechos humanos Chen Qiushi, que había compartido puntos de vista similares. Xu también aclaró en su cuenta de YouTube que sus declaraciones se referían a cómo el gobierno de China continental debería adherirse a la política de «Una China, Dos Sistemas» como prometió, en lugar de un llamado a la independencia de Hong Kong. Posteriormente fue visitado por las autoridades chinas y su cuenta de Sina Weibo fue borrada por octava vez.
Después de que Chen Qiushi desapareciera mientras informaba sobre el brote de  COVID-19 en Wuhan, Xu, un amigo de Chen, brindó actualizaciones tanto en su canal de YouTube como en el de Chen, informando que Chen no podía ser contactado por familiares y amigos, mientras que la policía afirmó que Chen simplemente había sido aislado. Xu luego afirmaría que Chen estaba en un «lugar seguro» pero bajo la supervisión del gobierno.
Xu también salió en defensa de Fang Fang, una autora china que vive en Wuhan y que publicó el Diario de Wuhan, que relata las experiencias de las personas que fueron encerradas en la ciudad por el gobierno chino. Fang Fang recibió críticas generalizadas de los nacionalistas chinos, incluido el practicante de tai chi Wei Lei, que había sido derrotado por Xu en 2017. Wei pidió a los artistas marciales en Wuhan que atacaran a Fang por su trabajo, mientras que Xu defendió a la autora, quien, según él, fue leve en las críticas y fue sincera en sus relatos.

## Canal de Youtube
Xu tiene un canal de YouTube llamado Brother Dong'S Hot Takes desde 2015, que consta de monólogos en el estilo de espectáculos deportivos de 45 minutos de duración, en gran parte sobre MMA y sus propias experiencias. Graba el programa en Pekíng y se lo envía a un amigo en Estados Unidos para que lo suba. La mayoría de su audiencia son de Hong Kong, Taiwán o usuarios chinos que se saltan el Gran cortafuegos.